# 布鲁诺·文图里尼
布鲁诺·文图里尼（義大利語：Bruno Venturini，1911年9月26日—1991年3月7日），意大利男子足球运动员。他曾代表意大利国家队参加1936年夏季奥林匹克运动会足球比赛，获得金牌。